# Eublemma carneotincta
Eublemma carneotincta là một loài bướm đêm trong họ Erebidae.